# Coenosia mollicula
Coenosia mollicula este o specie de muște din genul Coenosia, familia Muscidae. A fost descrisă pentru prima dată de Fallen în anul 1825. Conform Catalogue of Life specia Coenosia mollicula nu are subspecii cunoscute.